# برججی
برججی (به ایتالیایی: Bergeggi) یک کومونه در ایتالیا است که در استان ساونا واقع شده‌است.

## خصوصیات
برججی ۳٫۷ کیلومترمربع مساحت و ۱٬۲۱۲ نفر جمعیت دارد.